# إسحاق بريك
إِسْحَاق بَرِيك (بالعبرية: יצחק בְּרִיק‏) جنرال وخبير عسكري إسرائيلي. خدم في سلاح المدرعات قائدا للواء وفرقة وقوات، كما شغل منصب قائد الكليات العسكرية. حارب كقائد سرية احتياطية في حرب يوم الغفران وتم تكريمه بوسام أوز. شغل منصب مفوض ديوان المظالم العسكري الإسرائيلي لمدة عقد تقريبًا، وأنهى خدمته برتبة لواء بعد 34 سنة قضاها في العمل العسكري. وقرب تقاعده من هذا المنصب في عام 2018، وبشكل أكبر بعد ذلك، أصبح بريك معروفًا بأنه منتقد لإعدادات الجيش الإسرائيلي ووزارة الدفاع، يلقب في إسرائيل "نبي الغضب" بسبب آرائه حول الحرب الفلسطينية الإسرائيلية 2023 (عملية طوفان الأقصى).

## انتقاد الجيش
انتقد الجيش بشكل كبير وتحدث عن المشاكل الصعبة التي يواجهها جيش الاحتلال على مستوى الإمداد والتقنية والتنفيذ، وطالب بتشكيل لجنة تحقيق للكشف عن حقيقة الواقع السيئ في الجيش، وعدم تقديم صورة حقيقية عن هذا الواقع للمستوى السياسي.
في مقال نشره في أبريل 2020، تحدث كابال باريك عن "فقدان الروح القتالية في قوات الدفاع الإسرائيلية"، ووصفها: "من يزور قواعد التدريب والتدريب اليوم لن يشعر ولو بوحة خفيفة من الروح القتالية، ومن ومن الممكن أن نفهم ضعف كفاءة الوحدات ونقص الحافز لدى المقاتلين للاستعداد بشكل صحيح للحرب القادمة
والوضع بين كبار الضباط أسوأ من ذلك: فهم يأملون أن تحدث معجزة وألا تندلع الحرب في عهدهم وتحت مسؤوليتهم». حجر الزاوية في قيم الجيش الإسرائيلي هو تقديس قيمة النصر وإحياء روح التضحية بالنفس".ومقابل هذه المواقف، أثيرت اتهامات مضادة، تتهم باريك بشن "حملة ترهيب" وشعبوية.